# لیکوسنگ‌چشم سرسیاه
لیکوسنگ‌چشم سرسیاه (نام علمی: Pteruthius rufiventer) یک گونه پرنده است که به‌طور سنتی در خانواده لیکویان جهان قدیم در خانواده Timaliidae جای می‌گیرد. با این حال، ممکن است یکی از معدود سرودخوان‌های اوراسیا (Vireonidae) باشد.
در منطقه‌ای یافت می‌شود که از شرق نپال تا شمال غربی ویتنام را شامل می‌شود. زیستگاه طبیعی آن جنگل‌های کوهستانی نمناک نیمه‌گرمسیری یا گرمسیری است.

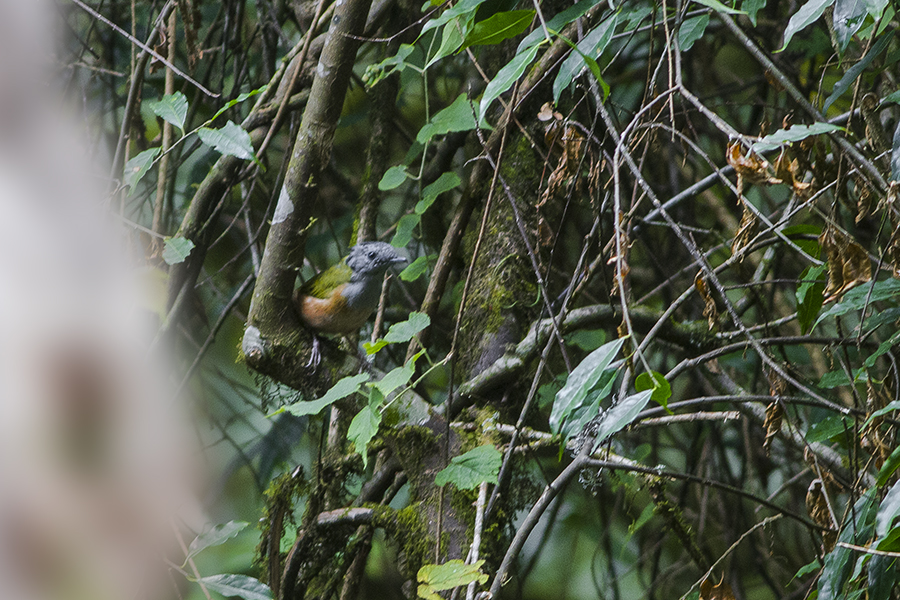
Pteruthius rufiventer از پارک ملی Khangchendzonga، سیکیم غربی، سیکیم، هند